# 霍毅
霍毅（1948年—），陕西甘泉人，中国人民解放军将领、中国人民解放军武警中将。 
2003年任武警部队参谋长，2006年任武警部队副司令员。
2005年，授予中国人民解放军武警中将。